# إلف الرمال
إلف الرمال (الاسم العلمي: Ammophila)، جنس دبابير من فُصيلة إلفيات الرمال وفصيلة زنبوريات خيطية الخصر.
هو جنس كبير وعالمي التوزيع، يضم أكثر من 200 نوع، يوجد غالبًا في المناطق الأكثر دفئًا في جميع القارات باستثناء القارة القطبية الجنوبية.